# 4-я армия (Польша, 1920)
4-я польская армия (пол. 4 Armia (II RP)) — общевойсковое формирование (объединение, армия), сформированное на основании приказа № 1940/1 Верховного Главнокомандующего генерала Юзефа Пилсудского от 7 марта 1920 года из войск Литовско-белорусского фронта, и существовавшая в ходе польско-советской войны.

## История формирования армии
В марте 1920 года Верховное Командование Войска польского приняло решение о расформировании фронтов и формировании вместо них отдельных армий. Крупнейший из польских фронтов, Литовско-Белорусский фронт (также известный как Северный фронт), был разделен на три армии: 1-ю, 4-ю и 7-ю.
4-я армия состояла из бывшей группы генерала Желиговского и Полесской группы и контролировала район напротив Советской 16-й армии РККА. Командиром стал ранее командовавший Литовско-Белорусским фронтом генерал-лейтенант Станислав Шептицкий.

## Боевой путь армии
Во время советско-польской войны с апреля 1919 года Литовско-Белорусским фронтом командовал генерал-лейтенант Станислав Шептицкий, при этом войскам его 4-й армии удалось оттеснить большевиков и закрепиться на позициях за Неманом.
В кампании 1920 года генерал-лейтенант Станислав Шептицкий командовал Северным фронтом и той же 4-й армией, однако вступил в конфликт с главнокомандующим Юзефом Пилсудским. 31 июля 1920 году уволен.

### Июльская операция Красной Армии
На рассвете 4 июля 1920 года ударная группировка Западного фронта перешла в наступление. Наступление началось успешно.
В результате наступления войска Западного фронта Красной Армии нанесли тяжелые потери 1-й польской армии. Польское командование не могло остановить наступление советских войск в Белоруссии, поэтому 6 июля было вынуждено отдать приказ своим войскам об отходе в общем направлении на город Лида. Войска Красной армии продолжали преследовать противника, но не смогли полностью окружить 1-ю польскую армию. В результате поражения и начавшегося отступления 1-й польской армии значительно ухудшилось положение 4-й польской армии и появились выгодные условия для наступления частей 16-й армии и Мозырской группы советских войск. Мозырская группа (57-я стрелковая дивизия и Сводный отряд) начала наступление в направлении Глуск, Слуцк. 3-й конный корпус выдвигался в глубокий тыл польских войск и 9 июля занял Свенцяны.